# Cisówka (województwo mazowieckie)
Cisówka – wieś sołecka w Polsce położona w województwie mazowieckim, w powiecie mińskim, w gminie Stanisławów.
Na terenie miejscowości znajduje się zabytkowa murowana kapliczka z 1943 roku.
Wierni Kościoła rzymskokatolickiego należą do parafii św. Katarzyny w Pustelniku.

## Historia
Wieś królewska Cziżówka położona była w 1580 roku w powiecie warszawskim ziemi warszawskiej województwa mazowieckiego. W latach 1975–1998 miejscowość administracyjnie należała do województwa siedleckiego.
W latach 1867–1916 Cisówka należała do gminy Ładzyń w powiecie (nowo)mińskim. 16 marca 1916, w związku z reorganizacją administracyjną terenów Królestwa Polskiego pod okupacją niemiecką podczas I wojny światowej, Cisówkę odłączono od gminy Glinianka w powiecie mińskim i włączono ją do powiatu warszawskiego, gdzie została przyłączona do gminy Dębe Wielkie (gminę Dębe Wielkie włączono w większości tego samego dnia do powiatu warszawskiego z powiatu mińskiego). Po odzyskaniu przez Polskę niepodległości w woj. warszawskim. Cisówka zachowała przynależność do gminy Dębe Wielkie, którą jednak włączono z powrotem do powiatu mińskiego.